# Frida – The Mixes
A Frida – The Mixes a svéd énekesnő Anni-Frid Lyngstad remix albuma, melynek dalai az 1996-os Djupa andetag című albumon is megtalálhatóak. Az albumot kizárólag Németországban jelentették meg, és Stefan Bürger állította össze, aki az albummal a svéd rajongókon kívüli rajongóknak akart ezzel kedvezni.

## Számlista
Minden dalt Anders Glenmark írt. Az 1-6 dalok remixeit Vinny Vero készítette. A 2 dalt John Amatiello és Martin Pihl remixelte. A 3-7 dalok remixeit Anders Glenmark készítette.
|    | Cím                                                 | Szerző(k) | Hossz |
| -- | --------------------------------------------------- | --------- | ----- |
| 1. | "Alla mina bästa år" (Hasbrouck Heights Single Mix) |           | 4:59  |
| 2. | "Ögonen" (Lemon Mix)                                |           | 4:34  |
| 3. | "Även en blomma"                                    |           | 6:34  |
| 4. | "Alla Mina Bästa År" (Mix Adagio)                   |           | 5:03  |
| 5. | "Ögonen"                                            |           | 4:23  |
| 6. | "Alla Mina Bästa År" (TV Track)                     |           | 4:59  |
| 7. | "Alla Mina Bästa År" (Adagio Instrumental)          |           | 5:03  |